# Selezioni giovanili della nazionale maschile di pallacanestro dell'Ucraina
Le selezioni giovanili della nazionale di pallacanestro dell'Ucraina sono gestite dalla Federazione cestistica dell'Ucraina e partecipano ai tornei cestistici internazionali per squadre nazionali, limitatamente a specifiche classi d'età.

## Universitaria
Rappresenta la selezione dei migliori atleti universitari della nazionale ucraina.

### Partecipazioni
Universiadi
- 2005 -  2°
- 2007 - 14°
- 2009 - 11°
- 2011 - 9°
- 2013 - 19°

- 2017 - 15°
- 2019 -  2°

 Ucraina universitaria - Pallacanestro alla XXIII Universiade - Torneo maschileBalašov, Buc'kyj, Fesenko, Humenjuk, Kobzystyj, Korabl'ov, Koval', Kryvyč I, Kryvyč R, Lebedjev, Pečerov, Podorvannyj, All. Hennadij Zaščuk
 Ucraina universitaria - Pallacanestro alla XXX Universiade - Torneo maschile2 Prokopenko, 5 Marchenko, 8 Kondrakov, 11 Tkachenko, 13 Pavlov, 22 Petrov, 35 Kovalov, 43 Horobchenko, 44 Myronenko, 45 Zotov, 55 Sydorov,        All. -

## Under-20
Rappresenta i migliori giocatori di nazionalità ucraina di età non superiore ai 20 anni. Partecipa a tutte le manifestazioni internazionali giovanili di pallacanestro per nazioni gestite dalla FIBA.
Nel 1992, la nazionale ucraina ha partecipato al primo campionato di categoria sotto le insegne della CSI.

### Partecipazioni
FIBA EuroBasket Under-20
- 2002 - 12°
- 2004 - 10°
- 2005 - 15º
- 2008 - 8º
- 2009 - 12°

- 2010 - 8°
- 2011 - 10°
- 2012 - 12°
- 2013 - 18°
- 2015 - 12°

- 2016 - 8°
- 2017 - 10°
- 2018 - 12°
- 2019 - 10°
- 2022 - 16°

 Ucraina under 20 - Campionato europeo maschile di pallacanestro Under-20 20024 Bojko, 5 Onufrijev, 6 Šapošnykov, 7 Neruš, 8 Zagajnov, 9 Škurupyj, 10 Malyš, 11 Ševčenko, 12 Hubenko, 13 Kozlov, 14 Sokur, 15 Liščuk,        All. -
 Ucraina under 20 - Campionato europeo maschile di pallacanestro Under-20 20044 Zabirčenko, 5 Jevsejevyčev, 6 Ponomarenko, 7 Švec', 8 Djatlovskyj, 9 Podoljan, 10 Horbenko, 11 Ševčenko, 12 Olijnyk, 13 Čemjakin, 14 Pečerov, 15 Orlenko,        All. Ondrej Šaptala
 Ucraina under 20 - Campionato europeo maschile di pallacanestro Under-20 20054 Ščepkin, 5 Havryljuk, 6 Djatlovskyj, 7 Ponomarenko, 8 Stefanyšyn, 9 Loktionov, 10 Horbenko, 11 Orlenko, 12 Fesenko, 13 Švec', 14 Pečerov, 15 Ahafonov,        All. Jurij Šapovalov
 Ucraina under 20 - Campionato europeo maschile di pallacanestro Under-20 20084 Tončenko, 5 Popov, 6 Lukašov, 7 Hladyr, 8 Kol'čenko, 9 Sizov, 10 Šurmel, 11 Parvadov, 12 Novikov, 13 Tymofejenko, 14 Norenko, 15 Larin,        All. Denys Žuravlov
 Ucraina under 20 - Campionato europeo maschile di pallacanestro Under-20 20094 Tončenko, 5 Dmytrenko, 6 Larin, 7 Lukašov, 8 Čyhrynov, 9 Ščepkin, 10 Novikov, 11 Otverčenko, 12 Zajcev, 13 Tymofejenko, 14 Poležajev, 15 Tuz,        All. Volodymyr Poljach
 Ucraina under 20 - Campionato europeo maschile di pallacanestro Under-20 20104 Dolenko, 5 Dzjuba, 6 Otverčenko, 7 Ožegov, 8 Lypovyj, 9 Noskov, 10 Osnač, 11 Kondrat'jev, 12 Sandul, 13 Anisimov, 14 Natjažko, 15 Kosenkov,        All. Volodymyr Poljach
 Ucraina under 20 - Campionato europeo maschile di pallacanestro Under-20 20114 Mišula, 5 Dzjuba, 6 Jehorov, 7 Lebedyncev, 8 Prokopenko, 9 Bobrov, 10 Krutous, 11 Lypovyj, 12 Tychonov, 13 Čelovan, 14 Pustovyj, 15 Sandul,        All. Volodymyr Brjuchoveckyj
 Ucraina under 20 - Campionato europeo maschile di pallacanestro Under-20 20124 Artamonov, 5 Mišula, 6 Prokopenko, 7 Šundel', 8 Krutous, 9 Belikov, 10 Bobrov, 11 Misjac', 12 Kuliš, 13 Virastjuk, 14 Pustovyj, 15 Zahreba,        All. Volodymyr Koval'
 Ucraina under 20 - Campionato europeo maschile di pallacanestro Under-20 20134 Artamonov, 5 Zujkov, 6 Lucenko, 7 Smyrnov, 8 Šundel', 9 Kobec', 10 Tkačuk, 11 Čyvšy-Bašy, 12 Žukovs'kyj, 13 Furs, 14 Korenjuk, 15 Zahreba,        All. Dmytro Markov
 Ucraina under 20 - Campionato europeo maschile di pallacanestro Under-20 20154 Sydorov, 5 Bilous, 6 Boyarkin, 7 Terianyk, 8 Ruslov, 9 Kobec', 10 Balaban, 11 Tarasenko, 12 Dziuba, 13 Antypov, 14 Pryimak, 15 Orlov,        All. Volodymyr Koval'
 Ucraina under 20 - Campionato europeo maschile di pallacanestro Under-20 20164 Zotov, 5 Sydorov, 7 Antonenko, 8 Tarasenko, 9 Kobec', 10 Mychajljuk, 11 Balaban, 12 Pryimak, 13 Pavlov, 14 Skapintsev, 15 Miroshnychenko, 16 Lebedintsev,        All. Maksym Mikhelson
 Ucraina under 20 - Campionato europeo maschile di pallacanestro Under-20 20173 Vatažok, 5 Tkačenko, 7 Tyrtyšnyk, 8 Jahodyn, 9  Musyenko, 10 Mychajljuk, 12 Berezkyn, 13 Pavlov, 14 Skapintsev, 15 Sydorov, 43 Horobčenko, 45 Zotov,        All. Maksym Mikhelson
 Ucraina under 20 - Campionato europeo maschile di pallacanestro Under-20 20181 Bondarenko, 5 Bondarchuk, 7 Kozak, 8 Yagodin, 9 Bondarenko, 10 Bodnar, 11 Dubonenko, 12 Grytsak, 16 Voinalovych, 17 Niemtsu, 34 Tyrtyšnyk, 43 Horobchenko,        All. Vadym Pudzyrei
 Ucraina under 20 - Campionato europeo maschile di pallacanestro Under-20 20192 Grytsak, 5 Lukian, 7 Kozak, 8 Sorochan, 9 Melnyk, 10 Koval, 11 Sanon, 14 Mikhyeyev, 16 Holovchyk, 17 Voinalovych, 23 Titov, 24 Bondarenko,        All. Valerii Plekhanov
 Ucraina under 20 - Campionato europeo maschile di pallacanestro Under-20 20223 Kovliar, 6 kobzystyj, 7 Bublyk, 8 Koshevatskyi, 9 Ivanov, 10 Shymanskyi, 11 Shulga, 12 Ziuba, 18 Ivashov, 21 Zhuravlov, 25 Mitirich, 29 Bryniuk,        All. Vitaly Stepanovski

## Under-18
Rappresenta i migliori giocatori di nazionalità ucraina di età non superiore ai 18 anni. Partecipa a tutte le manifestazioni internazionali giovanili di pallacanestro per nazioni gestite dalla FIBA.
Nel corso degli anni questa selezione ha subito alcuni cambiamenti nel nome, dovuti agli adeguamenti nelle normative della FIBA in fatto di classificazione delle categorie giovanili.
Agli inizi la denominazione originaria era Nazionale Cadetti, in quanto la FIBA classificava le fasce di età dai 16 ai 18 anni con la denominazione "cadetti". Dal 2000, la FIBA ha modificato il tutto, equiparando sotto la dicitura under 18, sia denominazione che fasce di età. Da allora la selezione ha preso il nome attuale.
Fino al 1991, gli atleti ucraini hanno fatto parte della nazionale di categoria sovietica

Nel 1992, insieme alle nazionali delle altre Repubbliche ex-sovietiche, ha partecipato all'Europeo di categoria sotto le spoglie della Nazionale Unificata (o Nazionale CSI)

### Partecipazioni
FIBA EuroBasket Under-18
- 1994 - 11°
- 2006 - 16°
- 2008 - 12°
- 2009 - 13°
- 2010 - 14°

- 2011 - 13°
- 2012 - 12°
- 2013 - 4°
- 2015 - 15°
- 2017 - 12°

- 2018 - 15°

## Under-16
Rappresenta i migliori giocatori di nazionalità ucraina di età non superiore ai 16 anni. Partecipa a tutte le manifestazioni internazionali giovanili di pallacanestro per nazioni gestite dalla FIBA.
Nel corso degli anni questa selezione ha subito alcuni cambiamenti nel nome, dovuti agli adeguamenti nelle normative della FIBA in fatto di classificazione delle categorie giovanili.
Agli inizi la denominazione originaria era Nazionale Allievi, in quanto la FIBA classificava le fasce di età dai 16 ai 18 anni con la denominazione "allievi". Dal 2000, la FIBA ha modificato il tutto, equiparando sotto la dicitura under 18, sia denominazione che fasce di età. Da allora la selezione ha preso il nome attuale.
Fino al 1991, gli atleti ucraini hanno fatto parte della nazionale di categoria sovietica

### Partecipazioni
FIBA EuroBasket Under-16
- 2005 - 5°
- 2006 - 12°
- 2007 - 10°
- 2008 - 9°
- 2009 - 15°

- 2011 - 12°
- 2012 - 12°
- 2013 - 10°
- 2014 - 14°